# Palazzo dei Priori (Montalcino)
Il Palazzo dei Priori è il vecchio palazzo comunale della città di Montalcino, in provincia di Siena. 

## Storia
Il palazzo, assieme alla sua torre, fu costruito verso la fine del XIII secolo (probabilmente intorno agli anni 80' del 200') e gli inizi del XIV secolo. Fu da prima Palazzo del Podestà, poi di Giustizia (con le prigioni) ed infine Comunale. Agli inizi la parte inferiore della struttura era adibita a deposito del sale, ma, durante la Repubblica di Siena reparata in Montalcino, fu trasformata in sede della zecca. A seguito della caduta sotto il dominio mediceo, la parte inferiore fu trasformata in loggia, fu posta appena fuori di questa una statua di Cosimo I e la torre fu sopraelevata di alcuni mattoni, cosa che possiamo notare guardandola. Fino alla fine dell'Ottocento fu il luogo in cui il capitano di giustizia, il giudice, il notaio ed il vicario granducale amministrarono la giustizia. Negli anni 30' del 900' la struttura fu completamente restaurata, comportando numerose modifiche e la riapertura le finestre delle due facciate. Fu Palazzo Comunale fino a pochi decenni fa, quando la sede comunale fu spostata nei locali in Pazza Cavour

## Descrizione
La struttura, prevalentemente in pietra, ha pianta poligonale e presenta delle strutture verticali in pietra forte e una copertura a tetto con manto in laterizio. Nella parte inferiore dell'edificio troviamo una loggia, con all'interno la statua di Cosimo I de' Medici. Sopra ad essa si sviluppano due facciate in cui al centro si aprono due finestre. Sul lato destro dell'edificio si innalza un'imponente e snella torre, chiamata dai montalcinesi "il Campanone", in pietra e mattoni: nella parte inferiore presenta numerosi stemmi familiari (tra cui quello mediceo), mentre in quella superiore troviamo, in ordine, l'orologio, "il Campanone" ed, in cima, una campana più piccola. L'edificio si affaccia su Piazza del Popolo, ma vi si accede dalla Costa del Municipio e si estende fino a Piazza Garibaldi (Padella).